# Maternidade Grã-Duquesa Carlota
A Maternidade Grã-Duquesa Carlota (em francês: Maternité Grande-Duchesse Charlotte ) é uma unidade do Centro Hospitalar de Luxemburgo. Seu nome foi dado em homenagem à Carlota, que foi grã-duquesa de Luxemburgo entre 1919 a 1964.
É também chamada simplesmente Maternidade CHL (abreviatura de Charlotte) e segundo o Wort Lu, é a maternidade que mais realiza partos no país. 

## História
Fundada em 1936, a Maternidade Grã-Duquesa Carlota foi uma iniciativa da Cruz Vermelha, da Escola de Pfaffenthal e do governo luxemburguês. Em 1951 foi introduzida a primeira incubadora no hospital e nos anos seguintes, entre1952 e 1966, foram inauguradas a unidade sw fisioterapia para o parto e o serviço de ginecologia. Em 10 de dezembro de 1975, juntamente com a Clínica Pediátrica e o Hospital Municipal, foi formado o Centro Hospitalar de Luxemburgo. 
A maternidade é a única em Luxemburgo que tem uma unidade para “Cuidados Maternos Intensivos” (MIC) para atender mulheres com gravidez de alto risco. 

## Nascimentos famosos

### Anos 1980 e 1990
- Príncipe Herdeiro Guilherme
- Príncipe Félix
- Príncipe Luís
- Princesa Alexandra
- Príncipe Sebastião

### Anos 2000-2020
- Noé de Nassau
- Princesa Amália de Nassau [4]
- Príncipe Carlos de Luxemburgo
- Príncipe Francisco de Luxemburgo

## Trivialidades
- Em 2019, o recorde de 3.028 partos foi registrado na maternidade. [1]